# Euxoa parnassiphila
Euxoa parnassiphila är en fjärilsart som beskrevs av Otto Staudinger 1881. Euxoa parnassiphila ingår i släktet Euxoa och familjen nattflyn. Inga underarter finns listade i Catalogue of Life.